# メイ牛山
メイ牛山（メイうしやま、本名・牛山 マサコ、1911年1月25日 - 2007年12月13日）は、日本の美容師。ハリウッド美容専門学校学長、ハリウッドビューティサロン社長、ハリウッド化粧品のハリウッド株式会社会長を歴任した。山口県防府市出身。牛山清人の後妻。

## 経歴
山口県防府市生まれ。実家は塩田を営んでいた。3歳のとき、父が腸チフスで亡くなり、母の実家に転居。防府市技芸女学校卒業。1929年、18歳で単身上京し、叔母の家で働く。
1932年、牛山清人（ハリー牛山）が1927年に東銀座に開業したハリウッド美容室の5階にあったハリウッド美容講習所に住み込みとなり、すぐ美容師として才能を開花。1935年に銀座店を任され、雑誌や新聞にヘアを発表しはじめ、1939年には清人と結婚。
戦後、麻生霞町にハリウッド美容室と美容学校を再建し、1954年に夫ともにアメリカへ美容業界の視察旅行へ行く。ニューヨークでは『ローマの休日』等を担当したエディ・センズにメイクを、レオン・アメンドラーにヘアを師事。
その後、日本でも酵素の働きを日本で最初に化粧品に取り入れるなど化粧品の開発も行う。1960年に発売した「酵素パック」はハリウッド化粧品の代名詞ともいえるロングセラー製品となる。東京オリンピックの道路拡張により、1965年に六本木6丁目にサロンを移転する。
女優の司葉子、稲垣美穂子、藤村志保、久我美子、芳村真理、岸惠子等はハリウッドと共に育ってきた女優陣である。写真家秋山庄太郎とはお互いデビュー当時からの盟友である。1954年には第5回NHK紅白歌合戦にゲストとして出演している。
1958年（昭和33年）、日本がアメリカ式食生活に移行し始めた頃すでに、健康食品の開発と提唱をはじめ、これがライフワークとなる。日本の気候風土に合わせた美容法や食事法が大切であるという「四季の美容法」や、皮膚、身体、心の汚れを排泄することが美容の根本という独自の「三大排泄美容 - SBM理論」を提唱、化粧だけでなく、体の中、心の中から美しくある事が、本物の美しさである事を日本で最初に提唱。
チャーミングな個性、トレードマークのお団子ヘアスタイルからお茶の間でも人気となり、『森田一義アワー 笑っていいとも!』『ライオンのいただきます』『徹子の部屋』などにも出演、著作も30冊を越えた。
また、ハリウッド美容専門学校（2009年にハリウッドビューティ専門学校へ改称）で長年にわたって指導に当たるなど、後進の育成にも力を尽くした。90歳を超えてなお第一線で活動した。2003年には長年住んだ六本木ヒルズを、森ビル、テレビ朝日と3社合同で開発、ヒルズブームを起こした。
2007年12月13日、心不全のため死去、96歳没。
2013年4月30日、生誕日1月25日が美容記念日として一般社団法人日本記念日協会により登録される。

## 家族
- 夫の牛山清人（別名・ハリー牛山）は1899年（明治32年）長野県諏訪市豊田小川に生まれ[5]、1917年（大正6年）に父をたよって単身渡米、ハリウッドで早川雪洲の弟子として働くも俳優としては芽が出ず、メイキャップ担当に転身[6][7]。
- 二男にハリウッド株式会社名誉会長の牛山勝利[8]。
- ハリウッド美容専門学校校長で美容師、作家、健康食研究家のジェニー牛山は長女[2]。その夫・山中祥弘（日南市油津出身）は学校法人メイ・ウシヤマ学園理事長、ハリウッド美容専門学校理事長、ハリウッド大学院大学学長、全国専門学校協会理事長、帝京平成大学元講師[9]。美容師の牛山喜久子は義妹（夫の清人の弟が喜久子の夫）[10]。
- 作家の新田次郎は夫・牛山清人の従兄弟。
- 遠縁にフランス文学者の朝吹登水子がいる。

## 主な受賞歴
- 環境衛生事業功労賞（1983年）[11]
- 勲五等瑞宝章（2001年）
- ダイヤモンドレディ賞（2002年）

## 著書
- 『おしやれテクニック』メイ・ウシヤマ 実業之日本社 1958年
- 『おしゃれハンドブック』実業之日本社 1960年
- 『メイ・ウシヤマの美容全科』家の光協会 1967年
- 『女がはたらくとき しあわせな家庭をきずく本』メイ・ウシヤマ 三笠書房 1973年　『すてきに暮らす私の知恵』知的生きかた文庫
- 『3日でかわる信じられない素肌 ニキビをとる奇跡の酵素パック法』青春出版社 プレイブックス 1976年
- 『秘密の素肌づくり 3日で効果がわかるスーパー美容法!!』メイ・ウシヤマ サンケイ出版 1979年
- 『わが子のための試験に勝つ食事法 集中力,記憶力,持続力を増す自然食』メイ・ウシヤマ 徳間ブックス 1979年
- 『これならできる時間美容法 若さと美肌の秘密』メイ・ウシヤマ 主婦の友社 1981年
- 『美容効果459の常識非常識 こんなにも美しくなれるのか』メイ・ウシヤマ 文化創作出版 1982年
- 『メイ・ウシヤマの生活術アイデアがいっぱい 毎日がイキイキー人生、楽しくなくちゃウソよ!』文化創作出版 1985年
- 『メイ・ウシヤマのヘルシードリンク入門』弘済出版社 1986年
- 『メイ・ウシヤマの女はいつも楽しく美しく 心とからだを磨く五つのヒント』日本教文社 1991年
- 『創るということ メイ牛山の世界』ハリウッド美容専門学校出版部 1995年
- 『幸福の計画』主婦と生活社 1997年
- 『きれいな女になあれ 女って、生きるって、こんなに楽しい!』日本教文社 1999年
- 『メイ牛山のもっと長寿の食卓』情報センター出版局 2002年
- 『美人長命 「美しくありたい」が女性の健康の源』マキノ出版 2004年
- 『メイ牛山のきれいで長生き 四季のビューティ・レッスン18講座』エイチアンドアイ 2004年
- 『生きるのを楽しくする38の生活習慣』講談社 2006年

### 共著
- 『体験の食事革命病気知らずの食べ方があった あなたの体はみるみる若返る』メイ・ウシヤマ, ジェニー牛山著 文化創作出版 1984年
- 『メイ・ウシヤマのビューティライフ』vol.1-6 ジェニー牛山共著 文化創作出版 1990年
- 『きれいは命の輝き 女は年齢をとるほどおもしろい』ジェニー牛山共著 グラフ社 2002年
- 『輝いて生きる 95歳×2 講演と対談チャリティーフォーラム』日野原重明共著 ジェニー牛山監修 同友館 2007年

翻訳
- ベッドフォード・シェルマイア『驚異の美容法』メイ・ウシヤマ訳　金沢文庫 1977年

## 主な出演
- テレビ銀婚式 すてきな夫婦（日本テレビ、1967年）
- 奥さん!2時です （東京12チャンネル、1970年代初頭）- 当時ハリウッド化粧品が同番組のスポンサーだった関係で出演していた。
- ライオンのいただきます（フジテレビ）
- 一枚の写真（フジテレビ）
- 笑っていいとも!（フジテレビ、1987年）
- いのちの響（TBS、1999年）
- 20世紀の遺伝子（フジテレビ、1999年）
- 徹子の部屋（テレビ朝日、2003年）
- いつみても波瀾万丈（日本テレビ、2004年）
- たけしの誰でもピカソ（テレビ東京、2006年）